# Torre de sa Porrassa
La Torre de la Porrassa (popularment Torre de sa Porrassa), dita també Torre Nova, és una torre de defensa del terme de Calvià (Mallorca), situada a la punta de na Nadala, a uns 40 m sobre el nivell del mar. Està declarada Bé d'Interès Cultural.
Formava part d'un extens sistema de vigilància i senyalització de tota la costa mallorquina per combatre la pirateria, en el qual constituïa una torre auxiliar per defensar les platges de la Porrassa: Magaluf i Son Maties - Na Nadala (avui Palmanova).

## Descripció
Es tracta d'una torre de planta circular i lleugerament troncocònica i atalussada, construïda amb pedra i morter de calç i rematada per un cordó que l'envolta. Té una cambra situada a uns quatre metres d'alçada coberta per una volta semiesfèrica, a la qual s'accedeix a partir d'un portal elevat amb escala de braó. A l'interior hi ha una gran espillera, reconvertida en finestra, una xemeneia a la paret i una escala de caragol que condueix al nivell superior. El terrat té un parapet a barbeta i sobre la porta hi ha un matacà que la protegia.
Després del seu canvi d'ús, s'hi feren modificacions per obrir un portal a la part inferior i fer una escala de caragol adossada, i també es veié afectat el fumeral de la xemeneia i la garita que cobreix la sortida.

## Història
Ja el virrei Lluís Vic (1585) i el cronista Joan Binimelis (1595) deixaren escrita la necessitat de construir una torre per protegir les grans platges de la Porrassa, perilloses en el cas d'un desembarcament enemic. Efectivament, el Gran i General Consell considerà el 1597 la construcció d'una torre damunt l'illa de la Porrassa, però les dificultats tècniques ho ajornaren. Finalment, el 1615 el Consell aprovà que es bastís una torre a la punta de na Nadala, per estalviar les despeses que comportaria fer-la a l'illot.
La torre es construí el 1616, amb les característiques pròpies d'una torre de defensa per albergar artilleria més que no les d'una torre de vigilància. El 1687 consta que li calien reparacions, i el 1691 va patir reformes importants. El 1769 tornen a constar danys en l'estructura, que es degueren reparar perquè el 1824 solament consta danyat el porxo del terrat.
L'estat la va traspassar a Hisenda el 1867, i el 1876 l'adquirí el marquès de Bellpuig, propietari de la Porrassa. Actualment és de propietat particular i no és visitable.